# تپه گلدیر سکه
تپه گلدیر سکه مربوط به دوره اشکانیان است و در شهرستان کمیجان، بخش مرکز ی، دهستان اسفندان، روستای چابار واقع شده و این اثر در تاریخ ۲۶ اسفند ۱۳۸۶ با شمارهٔ ثبت ۲۲۰۸۳ به‌عنوان یکی از آثار ملی ایران به ثبت رسیده است.